# Одесский залив
Оде́сский зали́в (укр. Одеська затока) — залив в северо-западной части Чёрного моря, в пределах Одесской области Украины.

## Расположение
Залив примыкает к северо-восточной и центральной части города Одессы и (частично) южной части Лиманского района. Простирается с северо-востока на юго-запад. Географически Одесский залив ограничен мысом Северный Одесский на севере и мысом Большой Фонтан на юге. Альтернативой географических границ являются навигационные пределы залива, согласно которым залив проходит от мыса Северный Одесский на севере до мыса Ланжерон на юге. В северо-западной части от залива отделены лиманы Куяльницкий и Хаджибейский.
В заливе расположен Одесский порт.

## Характеристика

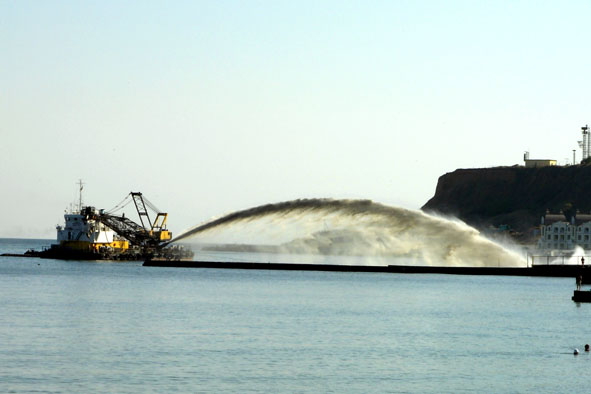
Искусственный намыв пляжей в районе мыса Большой Фонтан

Ширина залива примерно 9 км. Глубина в северо-восточной части до 5 метров, в юго-западной — до 14. Берега у входа в залив высокие, обрывистые, абразионно-оползневые, дальше берега низкие, песчано-ракушечные. Дно преимущественно песчаное. Солёность воды от 15,2 ‰ летом до 15,6 ‰ зимой. Залив находится под влиянием стоков Днепра, Днестра и Дуная, поэтому солёность поверхностных слоёв в отдельные периоды может колебаться от 10 ‰ до 17 ‰, при сильных ветрах до 18 ‰, а в отдельные годы снижается до 5-7 ‰.
Природные очертания берегов подверглись значительным изменениям в связи с сооружением портовых, гидротехнических и берегозащитных сооружений, созданием искусственных пляжей и др.

## Климат
Одесский залив, как и прилегающие участки моря, характеризуются умеренным континентальным климатом. Обычная температура воды летом +19,9, зимой +2,2. В морозные зимы замерзают прибрежные участки вокруг мысов. Период замерзания — с января до середины марта. Максимальная толщина льда — 68 см. Число дней со льдом колеблется от 0 до 95, в суровые зимы 66 — 96, обычно — 27 — 58, в мягкие зимы — 8 — 51.

## Галерея

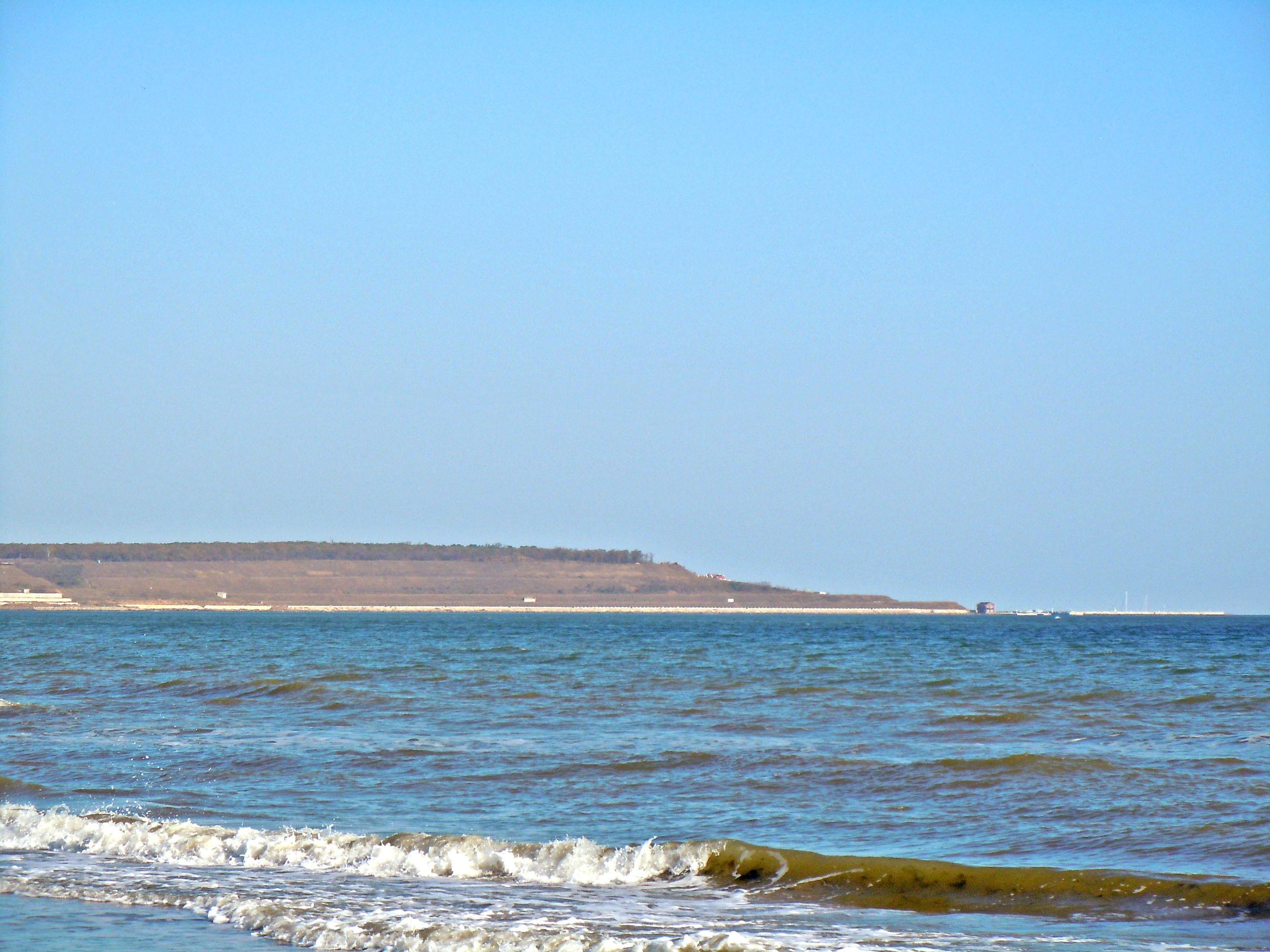
Северный Одесский — северная граница залива
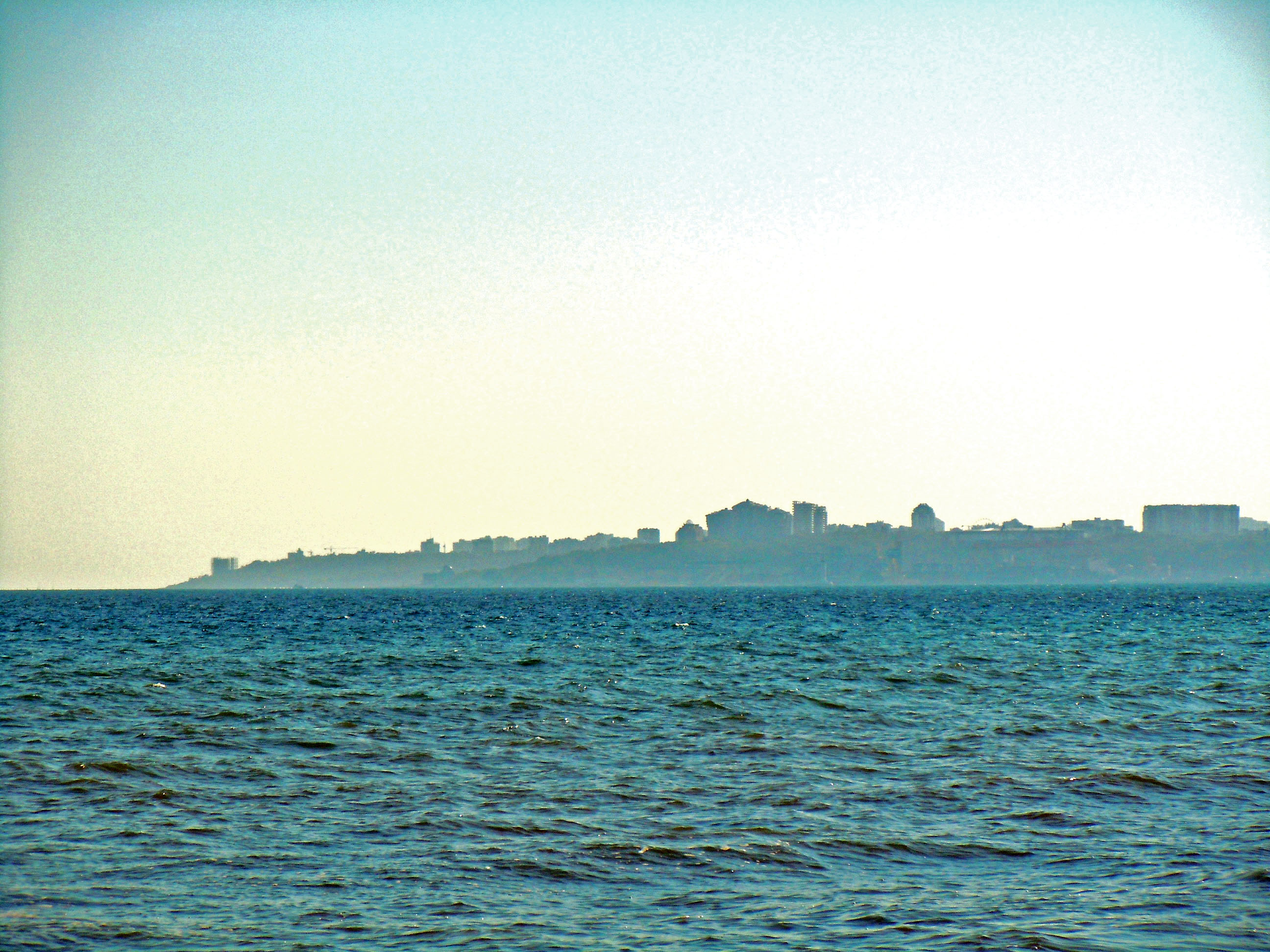
Мыс Ланжерон — южная навигационная граница залива
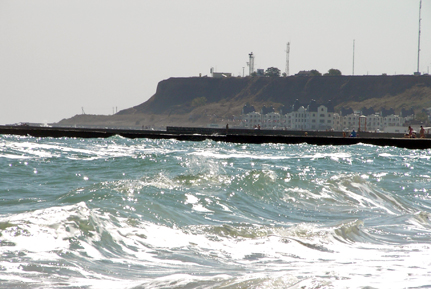
Мыс Большой Фонтан — южная географическая граница залива